# Sankt Josephs Hospital
Sankt Josephs Hospital er et tidligere sygehus i Griffenfeldsgade på Nørrebro i København. Det blev senere plejehjem, men lukkede i 2005.
Hospitalet blev stiftet dels ved frivillige bidrag, dels ved et større prioritetslån. Det blev oprettet af de katolske Sankt Joseph Søstre og blev åbnet 1. juli 1875 med 20 senge, men blev senere udvidet så betydeligt, at det husede 400 senge. Det store bygningskompleks, der vender ud til Griffenfeldsgade, Korsgade og Kapelvej er opført i nygotisk stil på granitsokkel af røde mursten og er i kælder og 3 stokværk med hovedindgang fra Griffenfeldsgade. Den oprindelige bygning i Griffenfeldsgade opførtes 1873-75 efter tegning af etatsråd Christian Hansen og kostede ca. 50.000 kr. 1881 tilbyggedes et stykke, ligeledes ud til Griffenfeldsgade ved arkitekt J. Schmidts for ca. 110.000 kr, så at hospitalet fik 100 senge. En betydelig udvidelse foretoges 1900 ved tilbygningen af fløjene ud til Korsgade og Kapelvej (grundstenen nedlagt 21. maj 1900, indviet 13. august 1901), hvorved også den en kirke opførtes, og hvorved hospitalet fik 350 senge. Arbejdet kostede i alt ca. 450.000 kr. Endelig blev en privatbygning med tilhørende grund, der i Griffenfeldsgade skilte den ældre del fra den sidst tilkomne, købt 1891 for 150.000 kr. og den sidste udvidelse, der var færdig i oktober 1904, foretoges for ca. 160.000 kr., så at facaden blev sammenhængende. De to sidste udvidelser var efter tegning af arkitekt L. M. Andersen.
Hospitalet optog patienter (dog aldrig med smitsomme sygdomme) af enhver trosbekendelse. Det havde som nævnt 400 senge, hvoraf 300 var på fællesstuer og 100 på enestuer. Betalingen for behandling var på de første 2 à 2,50 kr. og på enestuer 4 à 6 kr. Hospitalet havde 5 afdelinger: En medicinsk, en kirurgisk, en gynækologisk, en oto-rhino-laryngologisk og en oftalmologisk, den første med to, og de andre med hver 1 overlæge; desuden var der ansat 6 reservelæger og 2 assistenter. I 1904 behandledes 2.401 patienter, hvoraf 1.459 var kvinder og 197 børn, resten mænd.
I en tid, hvor det offentlige sygehusvæsen haltede bagefter, var nonnernes Sankt Josephs Hospital uhyre moderne og tiltrak tidens bedste læger. Siden indhentede det offentlige dog efterslæbet i 1900-tallet, og der var ikke længere brug for de private initiativer.
Hospitalet blev senere omdannet til plejehjem under Københavns Kommune, hvilket det var indtil maj 2005. Siden da har bygningen huset forskellige andre funktioner, bl.a. socialpsykiatriske botilbud, et borgercenter for børn og unge samt den almennyttige forening SeniorCentret Sct. Joseph.